# Chiocciola (araldica)
In araldica la chiocciola è simbolo di pazienza e contentezza del proprio stato.

Di verde, alla chiocciola rivoltata d'argento. (Zell, Svizzera)
Capo d'argento, caricato da una chiocciola al naturale rivoltata. (stemma di Campione d'Italia)